# افشین نوروزی
افشین نوروزی (زاده ۳ اردیبهشت ۱۳۶۴)، بازیکن تنیس روی میز اهل ایران و متولد شهر اهواز است. وی در المپیک تابستانی پکن به‌عنوان نمایندهٔ ایران حضور داشت . وی هم‌اکنون بازیکن تیم پتروشیمی بندر امام می‌باشد.

## سوابق و افتخارات
- طلای رده‌های سنی نونهالان، نوجوانان، جوانان و بزرگسالان ایران طی سالهای ۱۳۷۳ تا کنون
- طلای رده‌های مختلف آموزشگاه‌های ایران (ابتدایی، راهنمایی، دبیرستان دانشجویان و ارتش ایران)
- طلای جوانان آسیای میانه ۱۳۸۲ تهران
- طلای بزرگسالان آسیای میانه ۱۳۸۷ تهران
- نقره دانشجویان آسیا ۲۰۰۸ مغولستان
- نقره بازیهای کشورهای اسلامی ۲۰۰۲ عربستان
- ششم جوانان آسیا ۱۳۸۲ هنگ کنگ
- کسب ۸ قهرمانی و مدال طلای لیگ برتر باشگاه‌های ایران با باشگاه‌های پتروشیمی بندرامام، صندوق ضمانت صادرات، دانشگاه آزاد اسلامی
- عضو تیمهای ملی جوانان و بزرگسالان ایران از سال ۱۳۷۶ تا کنون به مدت ۲۲ سال
- حضور در بیش از ۱۰ دوره مسابقات قهرمانی آسیا در رده‌های جوانان و بزرگسالان
- حضور در سه دوره بازیهای آسیایی گوانجو ۲۰۱۰، اینچئون ۲۰۱۴ و جاکارتا ۲۰۱۸ و کسب مقام پنجم تیمی بازیهای آسیایی جاکارتا ۲۰۱۸
- حضور در المپیک ۲۰۰۸ پکن و تنها نماینده ایران و آسیای میانه در المپیک پکن
- حضور در ۱۲ دوره مسابقات قهرمانی جهان تنیس روی میز (دوحه قطر، زاگرب کرواسی، دورتموند آلمان، برمن آلمان، مسکو روسیه، ژاپن، روتردام هلند، کواالالامپور مالزی، شنزن چین، گوانجو چین، هالمستاد سوئد و..
- کسب مقام قهرمانی همزمان در دو رده سنی در ایران (نونهالان و نوجوانان ایران ۱۳۷۶، جوانان و بزرگسالان ایران ۱۳۸۲)
- نقره تیمی دسته ۱ آسیا ۲۰۱۵ تایلند
- طلای مسابقات المپیک کشورهای اسلامی ۲۰۱۷ باکو
- رکورددار حضور در مسابقات جهانی تنیس روی میز در تاریخ تنیس روی میز ایران با ۱۲ دوره حضور
- طلای دو دوره دوبل ایران ۱۳۹۶ و ۱۳۹۷
- طلای دو دوره انفرادی بزرگسالان ایران ۱۳۹۶ قزوین و ۱۳۹۷اراک
- طلای دو دوره المپیاد دانشجویان ایران
- نماینده ورزشکاران در آخرین مجمع انتخابات فدراسیون تنیس روی میز ایران
- دارای مدرک مربیگری درجه ۱ فدراسیون تنیس روی میز ایران
- دارای مدرک مربیگری درجه ۱ و درجه ۲ فدراسیون جهانی تنیس روی میز ittf
- مدرس مربیگری level1 فدراسیون جهانی تنیس روی میز ittf و مدرس دو دوره مربیگری بین‌المللی در اصفهان ۱۳۹۶ و تهران ۱۳۹۸
- دارای مدرک کارشناسی و کارشناسی ارشد از دانشکده تربیت بدنی دانشگاه تهران گرایش مدیریت
- کاپیتان تیم ملی بزرگسالان تنیس روی میز ایران از سال ۱۳۹۵ تا کنون و کاپیتان تیم ملی در مسابقات جهانی هالمستاد سوئد ۲۰۱۸ و کسب مقام نائب قهرمانی دسته ۱ جهان و صعود به دسته برتر جهان برای اولین بار در تاریخ تنیس روی میز ایران
- کاپیتان تیم ملی تنیس روی میز ایران در مسابقات بازیهای آسیایی جاکارتا ۲۰۱۸ و کسب مقام پنجمی تیمی آسیایی
- نماینده ورزشکاران و عضو کمیسیون ورزشکاران کمیته ملی المپیک ایران
- پیروزی مقابل هاریموتو  از ژاپن دارای رنکینگ چهار در مسابقات آسیایی 2023

- کسب رنکینگ 219 در مسابقات آسیایی 2023